# Congratulations (canción de Roomie, PewDiePie y Boyinaband)
«Congratulations» es una canción del youtuber sueco PewDiePie, el músico y compositor sueco Roomie y el músico inglés Boyinaband.
El single fue publicado el 1 de abril de 2019 como respuesta a que T-Series superó en número de suscriptores a PewDiePie, el canal que fue hasta el momento el que contaba con la mayor cantidad de suscriptores en YouTube.
El video está prohibido en YouTube en India y ha sobrepasado las 206 millones de vistas, haciéndolo el segundo video más visto de PewDiePie.

## Trasfondo
A mediados del 2018, la cuenta de suscriptores del canal de videos indio T-Series rápidamente se acercó a la de PewDiePie, quien en ese momento era el YouTuber con más suscriptores. Como respuesta, los seguidores de PewDiePie y otros YouTubers mostraron su apoyo a PewDiePie, mientras T-Series y otros YouTubers dieron su apoyo a T-Series, en el PewDiePie vs T-Series. Durante la competición, ambos canales ganaron un número grande de suscriptores en un índice rápido. Los dos canales se superaron entre sí en el número de suscriptores en varias ocasiones en febrero, marzo y abril del 2019.

## Composición y letras
En estilo, "Congratulations" es una canción de sintonizador pop/hip-hop. En contenido, es un diss: en el video, PewDiePie critica al presidente de T-Series, Bhushan Kumar, por evasión de impuestos (en referencia a un artículo de Tiempo de India), y critica a T-Series por conseguir su éxito temprano vendiendo canciones piratas. Él también se burla de cómo T-Series le envió una carta de cesar y desistir que alega que sus acciones y las letras de "Bitch Lasagna" eran difamatorias. El vídeo también agradece a sus seguidores por quedarse con él a lo largo de su carrera de YouTube, referenciando otros videos memorables.

## Recepción
La popularidad de la canción causó que PewDiePie gane 168,000 suscriptores el 31 de marzo, y 309,000 suscriptores el 1 de abril. Esto causó que supere a T-Series, a lo cual él twiteó "big lol" en Twitter, publicando una captura de pantalla del contador de suscriptores. Acaba adelante por una cumbre de 512,000 suscriptores el 8 de abril. T-Series volvió a superar a PewDiePie el 14 de abril de 2019.
Ocho días después de que se haya publicado "Congratulations", se la prohibió en India, junto al primer diss de PewDiePie, "Bitch Lasagna". El Tribunal supremo de Delhi concedió un mandato contra las dos canciones por petición de T-Series, quién afirmó las pistas eran "difamatorias, despectivas, insultantes y ofensivas" y que las canciones contenían "comentarios repetidos de naturaleza... abusiva, vulgar y ofensiva". En su decisión, el tribunal notó que PewDiePie, en comunicación con T-Series después de la publicación de "Bitch Lasagna", se había disculpado después de que posteara el primer vídeo y había "asegurado que él no estaba planeando más videos del mismo estilo".
El agosto del 2019, se informó que T-Series y PewDiePie habían resuelto sus disputas legales fuera del tribunal.

## Video
Un video musical para la canción se publicó el mismo día. El video fue grabado en noviembre del 2018 en anticipación a que T-Series supere el número de suscritores. Muestra a PewDiePie, Roomie, y Boyinaband celebrando una fiesta dentro de una habitación adornada con decoraciones, balones, champán y un pastel con el logo de T-Series. Cantan y el bailan, felicitando a T-Series en forma irónica. En el puente de la canción después del segundo verso, PewDiePie da un "Gracias" a todos sus seguidores y suscriptores por haberlo apoyado y da un "Brofist" a la cámara, antes de que el video se corte para pasar al coro final de la canción con una escena que muestra a PewDiePie, Roomie, y Boyinaband lanzando fuegos artificiales en el exterior en medio de la noche. El video termina con MrBeast dando un aplauso lento a la canción. En febrero del 2021 el video ha recibido más de 206 millones de vistas.

## Listas
| Chart (2019)                                            | Posición más alta |
| ------------------------------------------------------- | ----------------- |
| Hot Singles de Nueva Zelanda (Música Grabada NZ)        | 27                |
| Escocia (Scottish Singles Sales Chart)                  | 77                |
| Suecia Heatseeker (Sverigetopplistan)                   | 8                 |
| Venta de pistas digitales de Comedia de USA (Cartelera) | 1                 |